# San Pedro el Saucito
San Pedro el Saucito a veces llamado sólo como San Pedro o El Saucito es una localidad tipo congregación del Municipio de Hermosillo, ubicado en el centro del estado mexicano de Sonora. Según los datos del Censo de Población y Vivienda realizado en 2010 por el Instituto Nacional de Estadística y Geografía (INEGI), San Pedro el Saucito tiene un total de 2,938 habitantes.